# Gare de Lansdowne Road
La gare de Lansdowne Road (en irlandais: Stáisiún Bhóthar Lansdúin) est une gare ferroviaire située sur Westland Row dans la partie sud de Dublin (Southside), à proximité immédiate du Aviva Stadium. La Coras Iompair Eireann (Compagnie de Transport Irlandais) en est le propriétaire. C'est une gare DART et Intercity.

## Histoire
La gare fut inaugurée le 1er juillet 1870, quelques mois avant la construction du mythique stade de Lansdowne Road qui lui était adjacent. La construction en 1906 de la première tribune couverte, à l'ouest de celui-ci, fit qu'elle surplomba la voie ferrée.
Depuis, la construction du Aviva Stadium en 2007-2009, en lieu et place de l'ancien « Lansdowne Road », cette configuration a disparu puisque la ligne et la gare se trouvent désormais au pied de la nouvelle arène sportive.

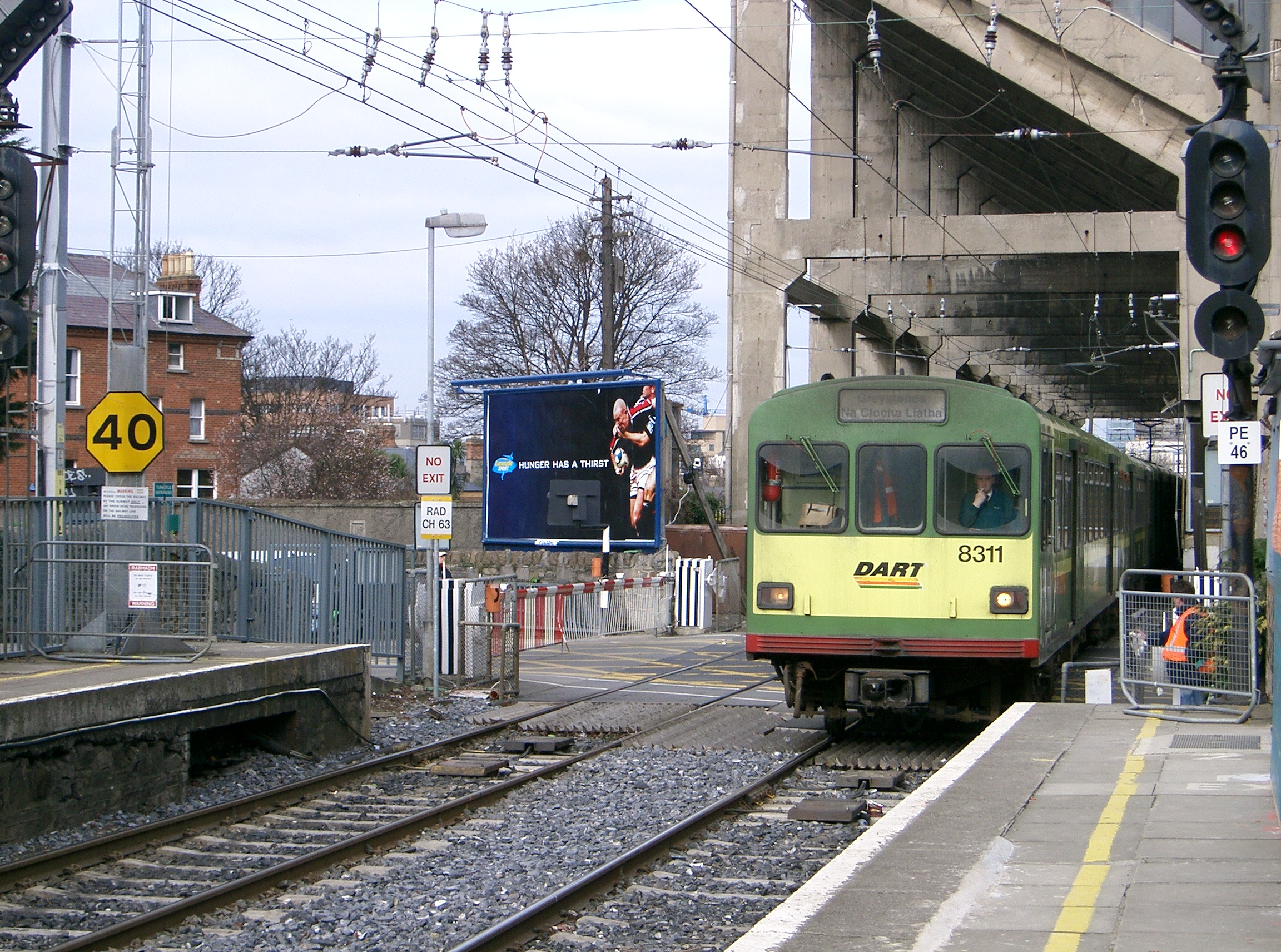
La gare et la voie ferrée avant 2007.